# 梁秋霞
梁秋霞（1950年9月9日—），印尼華裔前女子羽球運動員。她是六次全英羽球錦標賽男子雙打冠軍梁春生的姐姐，出生於西爪哇井裡汶。
梁秋霞是1970年代最重要的中國羽毛球運動員之一。在此期間，中國參與的WBF與規模大得多的IBF之間仍存在嚴格的分離，因此她很少能與其他協會的球員競爭。1974年亞洲運動會，她與鄭惠明一起在女子雙打金牌，同時本人也獲得女子單打銀牌。1976年，她成為亞洲羽球錦標賽女子單打冠軍，並於1978年獲得亞洲運動會女子單打冠軍。
在結束職業球員生涯後，她成為一名教練，並且是印尼國家隊的成員，訓練出包括王蓮香等球員。